# Cluj Arena
Die Cluj Arena ist ein Fußballstadion mit Leichtathletikanlage in der rumänischen Stadt Cluj-Napoca. Es ist die Heimspielstätte des Fußballvereins Universitatea Cluj. Momentan bieten sich 30.335 Plätze (inklusive 1.464 V.I.P.- bzw. Business-Sitze, 168 Presseplätze und 32 rollstuhlgerechte Plätze). Es ist das größte Stadion von Cluj-Napoca und das sechstgrößte Rumäniens.

## Geschichte

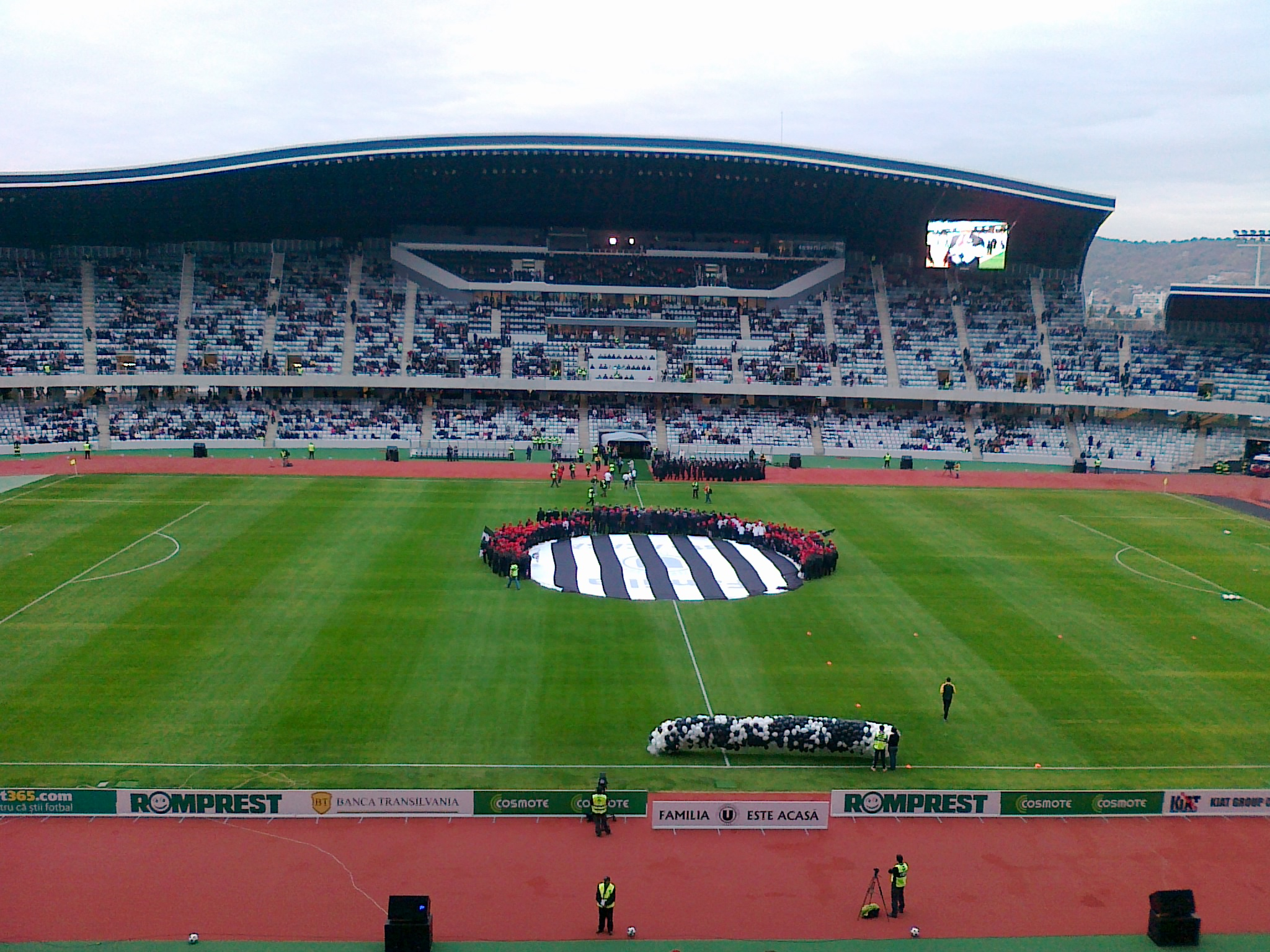
Das Eröffnungsspiel der Cluj Arena am 11. Oktober 2011

Das Stadionul Ion Moina war von 1919 bis 2008 Heimstadion von Universitatea Cluj und hatte zuletzt noch ein Fassungsvermögen von 28.000 Zuschauern. Nach dessen Abriss wurden die Bauarbeiten für den Neubau am 16. Juli 2009 begonnen. Die Eröffnung wurde am 8. Oktober 2011 gefeiert. Im Rahmen der Eröffnungsfeierlichkeiten fanden Konzerte der Musikgruppen Scorpions und Smokie und ein Freundschaftsspiel gegen den russischen Klub FK Kuban Krasnodar statt. Das Spiel am 16. Oktober 2011 gegen den FC Brașov war das erste Ligaspiel in der Cluj Arena.
Während der Bauzeit wich die Mannschaft von Universitatea Cluj in verschiedene andere Stadien aus, darunter das Stadionul Clujana, wo man in der Zweitligasaison 2009/10 spielte und das Stadionul Victoria-Cetate in Alba Iulia, wo Spiele der Liga 1 2010/11 stattfanden. Zu Beginn der neuen Erstligasaison 2011/12 nutzte Universitatea Cluj das Stadionul Gaz Metan in Mediaș für die ersten vier Heimspiele.
Am 8. Mai 2021 vergab die European Athletic Association (EAA) die Leichtathletik-U20-Europameisterschaften 2023 an die rumänische Stadt mit der Cluj Arena.

## Name
Der Name des neuen Stadions in Cluj-Napoca war lange Zeit nicht endgültig geklärt. Während zunächst erneut der Name Ion-Moina-Stadion geplant war, unterstützte die Mehrheit der Anhänger von Universitatea Cluj den Namen Mircea-Luca-Stadion nach einem ehemaligen Spieler des Vereins. Gewählt wurde aber der Name Cluj Arena. Für Mircea-Luca wurde dafür vor dem Stadion eine Statue errichtet.

## Konzerte
Neben Sportveranstaltungen wird die Cluj Arena auch für Konzerte, genutzt. Am 8. Oktober 2011 wurde sie durch ein Konzert der Scorpions eröffnet. Als Vorgruppen traten rumänische Musikgruppen wie Grigore Leșe, Pacifica, Semnal M und Voltaj, auf. Am 9. Oktober 2011 trat Smokie mit den Vorgruppen Loredana, Smiley, Horia Brenciu oder Pasărea Colibri auf. Am 19. Juli 2012, kam Roxette zu einem Auftritt in der Cluj Arena. Zwei weitere Konzerte fanden im Juni 2013, zum „Cluj Arena Music Fest“, statt. Am 7. Juni Deep Purple mit rumänischen Musikgruppen wie Mircea Baniciu, Holograf, Bere Gratis und Proconsul – einen Tag später UB40 mit Smiley oder Ștefan Bănică Jr.
| Konzerte in der Cluj Arena | Konzerte in der Cluj Arena | Konzerte in der Cluj Arena               | Konzerte in der Cluj Arena |
| Datum                      | Künstler                   | Tour                                     | Zuschauer                  |
| -------------------------- | -------------------------- | ---------------------------------------- | -------------------------- |
| 8. Okt. 2011               | Scorpions                  | Get Your Sting and Blackout – World Tour | 40.000                     |
| 9. Okt. 2011               | Smokie                     | –                                        | 20.000                     |
| 19. Juli 2012              | Roxette                    | World Tour                               | 22.000                     |
| 7. Juni 2013               | Deep Purple                | „Now What?“ – World Tour                 |                            |
| 8. Juni 2013               | UB40                       | Summer Arena – Tour                      |                            |